# Партийность (принцип)
Партийность с точки зрения советского марксизма-ленинизма — высшее выражение классового характера общественной науки, философии, литературы, искусства. В философии партийность определялась ими как принцип, выражающий существо марксистско-ленинского подхода ко всем вопросам философии, к борьбе философских направлений:

## Значение термина
Марксизм-ленинизм утверждает, что в классовом обществе всякая идеология, а следовательно, и философия, выражает интересы того или другого класса. Борьба идеологических, философских направлений к этой точки зрения есть проявление борьбы классов. Партийность философии, как утверждается, состоит в том, чтобы вести эту борьбу против буржуазной идеологии и её пережитков, отстаивая и творчески развивая единственно научную и революционную идеологию марксизма-ленинизма.
Партийность в философии рассматривал В. И. Ленин в своей книге «Материализм и эмпириокритицизм». По определению Ленина, быть партийным в философии — значит рассматривать каждое философское учение в неразрывной связи с теми историческими условиями, которые его породили, и с теми классовыми интересами, тенденциями, которые оно в последнем счёте выражает. По его мнению, последовательный марксист должен ставить вопрос только так: кому, какой общественной группе служит то или иное философское учение, теоретическое положение?
Партийность применительно к искусству рассматривается в статье «Партийная организация и партийная литература» и в других ленинских работах. По мнению советских марксистов, коммунистическая партийность — открытое выражение, отстаивание в художественном творчестве и искусстве коренных интересов рабочего класса и всех трудящихся. Партийность искусства относилась ими к числу наиболее общих, философских вопросов марксистско‐ленинской эстетики.